# Rathmannsdorfer Schleuse

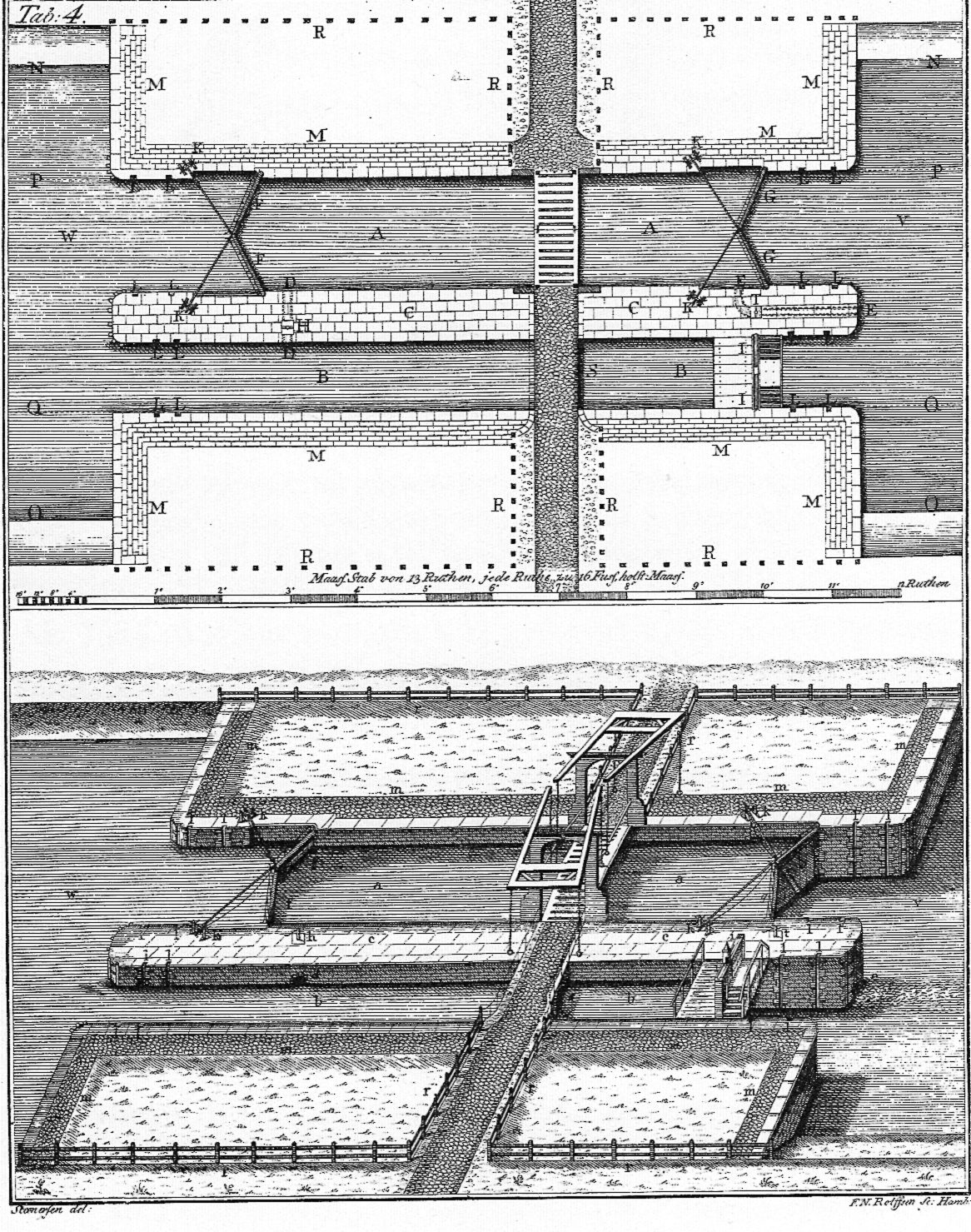
Standardplan der Schleusen des Eiderkanals mit Klappbrücke (1794)

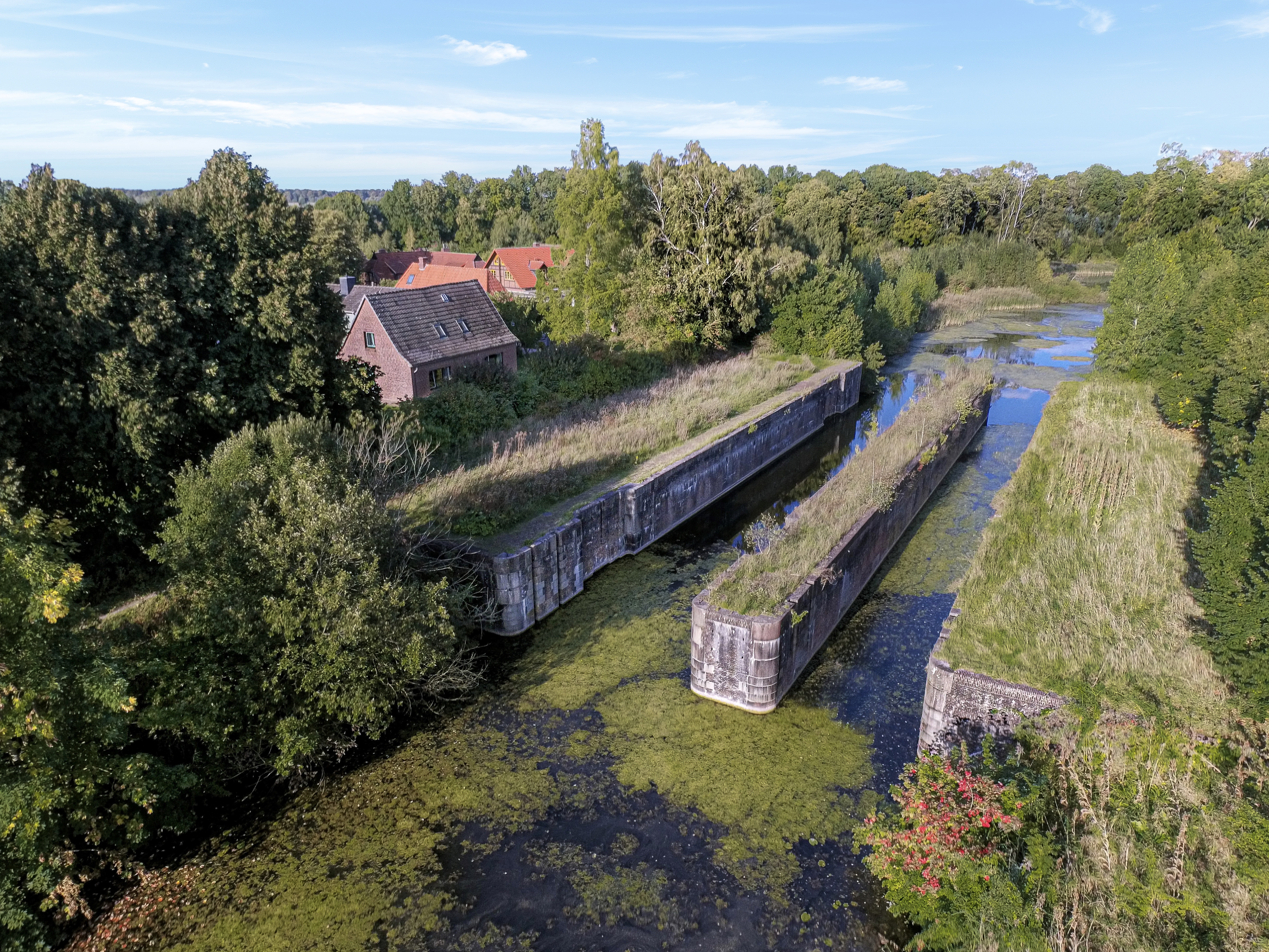
Luftbild Rathmannsdorfer Schleuse

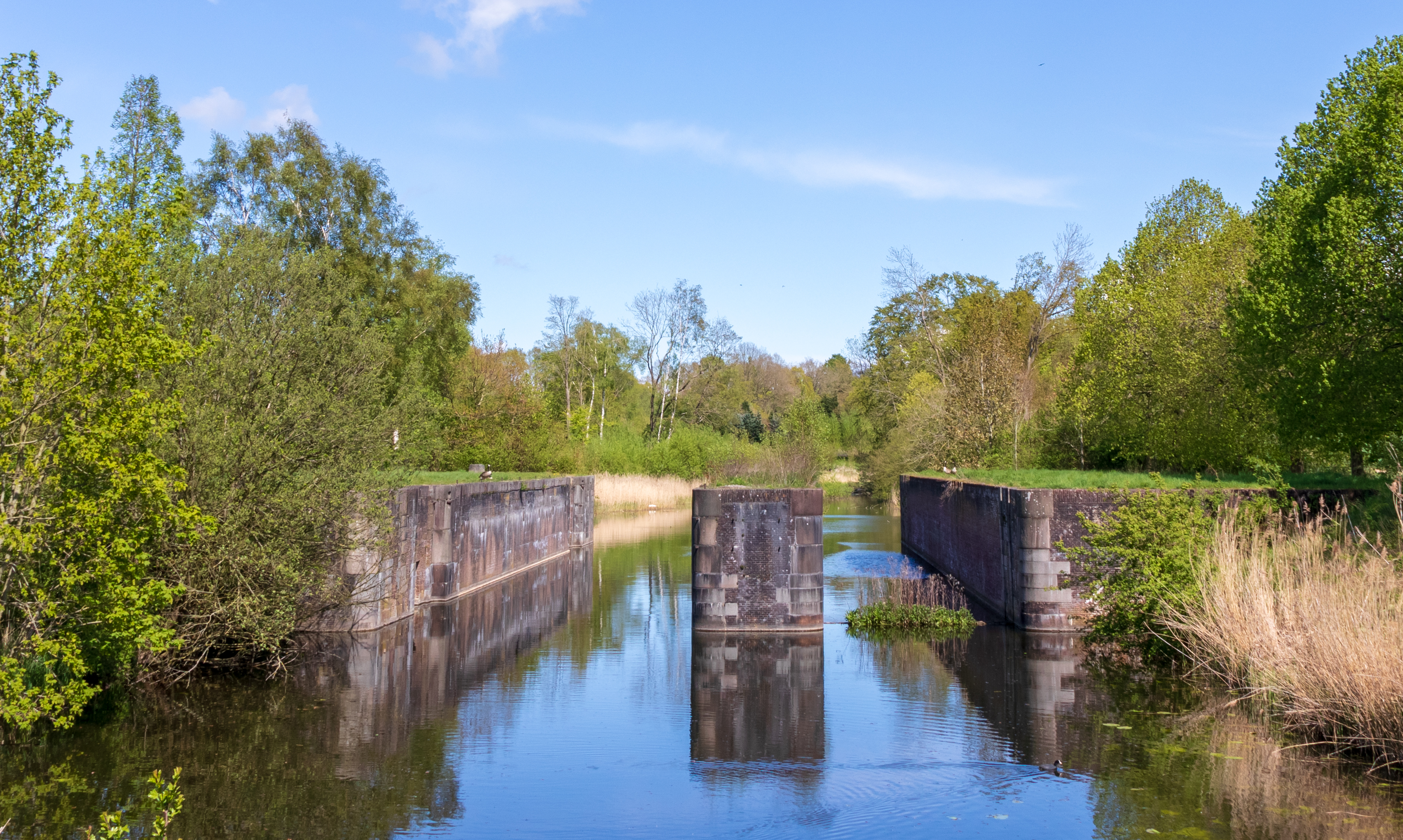
Rathmannsdorfer Schleuse

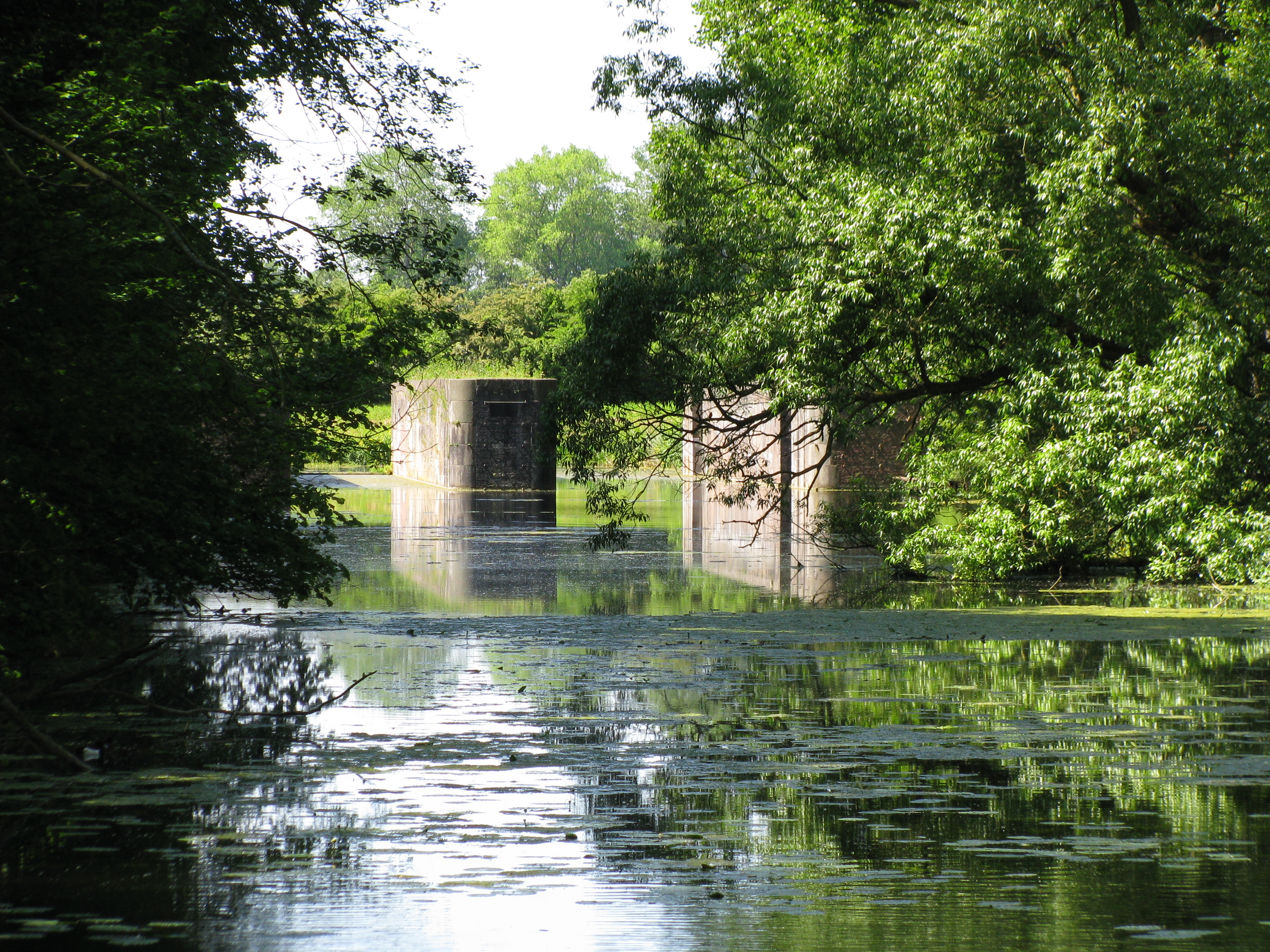
Rathmannsdorfer Schleuse

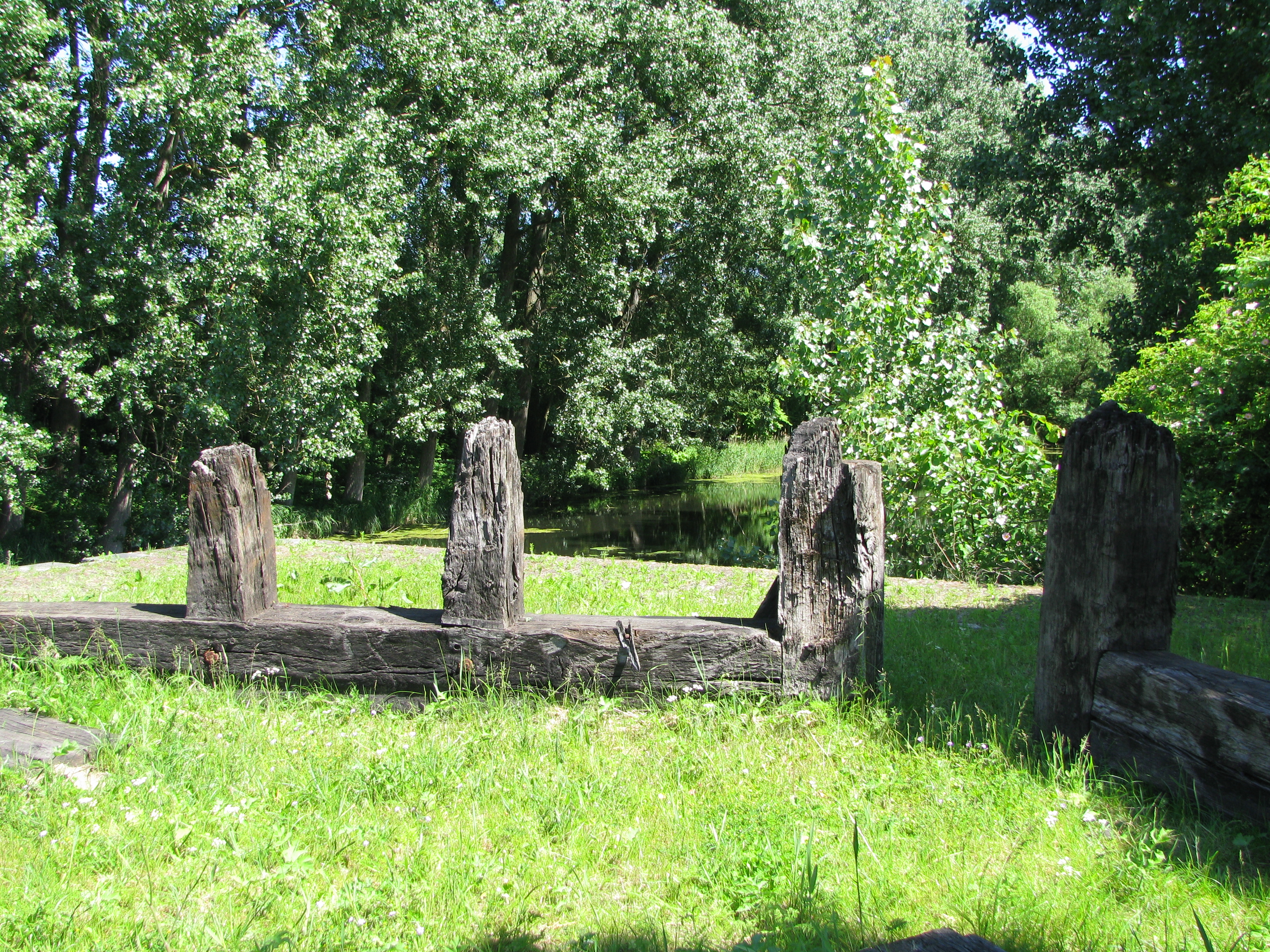
Reste des alten Schleusentores der Rathmannsdorfer Schleuse

Die Rathmannsdorfer Schleuse aus dem Baujahr 1784 ist die dritte  von insgesamt sechs Schleusen des ehemaligen Eiderkanals. Eine Sanierung des Bauwerkes mit Ausnahme seines beweglichen Zubehörs erfolgte 1984.

## Standort
Die Rathmannsdorfer Schleuse liegt am Nordrand des Achtstückenberges (23 m) südöstlich des Gutes Rathmannsdorf und nordwestlich des Gutes Projensdorf auf den Ländereien des Gutes Projensdorf, das zur Gemeinde Altenholz gehört. Erreichbar ist die öffentlich zugängliche Anlage über die Kreisstraße K 19. Ein Teilstück des Eiderkanals ist in einer Länge von ca. zwei Kilometer in Richtung Gut Knoop noch erhalten geblieben und durch einen Wanderweg auf der Nordostseite erschlossen.

## Bauweise
Unter der Leitung der aus Wilster stammenden Zimmerleute Johann und Hartwig Holler wurde die Schleuse im Jahr 1784 erbaut. Sie war – wie die anderen fünf Schleusen des Eiderkanals – eine Zweikammerschleuse: Die große Kammer (35 m lang und 7,8 m breit) diente dem Schiffsverkehr bei einer Hubhöhe von 2,60 Metern; mittels der kleinen Freikammer (35 m lang und 4,9 m breit) konnte der Wasserstand reguliert werden. Die Schiffskammer nahm Schiffe bis zu 160 Tonnen Ladegewicht auf, wobei das Leeren oder Füllen der Kammer durch Schossen in den Toren etwa fünf Minuten dauerte. Das Öffnen der zweiflügeligen Tore aus Eichenbohlen erfolgte durch Winden.
Die Scheitelhaltung des Eiderkanals und damit seine höchstgelegene Strecke befand sich zwischen der Rathmannsdorfer und der Königsförder Schleuse. Zwischen diesen beiden Anlagen floss aus der Eider und der Levensau das für den Kanalbetrieb erforderliche Wasser zu.
Die Wände der Kammern sind aus doppelwandigem Ziegelmauerwerk gemauert, deren Ziegel in Hellingoer (Holland) gebrannt waren. Die Abdeckung des Mauerwerks erfolgte mit Bornholmer Sandstein. Die Scharnierhalterungen der Schleusentore bestanden aus norwegischem Granit.
Im Gegensatz zu den anderen Schleusen erhielt die Rathmannsdorfer Schleuse keine Brückenquerung über den Kanal. Die jeweiligen Schiffskammern in Holtenau, Gut Knoop, Königsförde, Kluvensiek und Rendsburg überquerten im holländischen Stil erbaute Klappbrücken, die von der Carlshütte in Büdelsdorf gefertigt waren. Erhalten sind die Brücken in Königsförde und Kluvensiek.